# Jón Fjóluson
Jón Guðni Fjóluson (Þorlákshöfn, Islandia, 10 de abril de 1989) es un futbolista islandés que juega de defensa en el Víkingur Reykjavík de la Úrvalsdeild Karla.

## Selección
| Selección             | Año           | Partidos | Goles |
| --------------------- | ------------- | -------- | ----- |
| Selección de Islandia | 2010-presente | 18       | 1     |
| Selección sub-21      | 2011          | 11       | 0     |

## Clubes
| Club               | País     | Año       | Partidos | Goles |
| ------------------ | -------- | --------- | -------- | ----- |
| Fram Reykjavík     | Islandia | 2009-2011 | 50       | 11    |
| Beerschot AC       | Bélgica  | 2011-2012 | 4        | 0     |
| GIF Sundsvall      | Suecia   | 2012-2015 | 82       | 2     |
| IFK Norrköping     | Suecia   | 2016-2018 | 77       | 5     |
| F. C. Krasnodar    | Rusia    | 2018-2020 | 28       | 0     |
| SK Brann           | Noruega  | 2020      | 11       | 0     |
| Hammarby IF        | Suecia   | 2021-2023 | 33       | 3     |
| Víkingur Reykjavík | Islandia | 2024-     | 35       | 0     |